# Мир (кинотеатр, Казань)
«Мир» — кинотеатр в Казани, единственный в городе находящийся в отдельном здании, а не торговом центре.

## Описание
- Проектор FP 30D компании KINOTON GmbH и Barco DP2K-12C производства Германии
- Звуковое оборудование DOLBY
- Акустические системы JBL производства США
- 126 зрительских мест
- 1 кинозал

## История
Построен в 1959 году. До этого использовался как летний кинотеатр. В 2000 году сделали ремонт, а в 2002 году было обновлено оборудование. 1 апреля 2022 года кинотеатр закрыли на реконструкцию, а открыли 29 октября, в ходе реконструкции обновили системы водо- и электроснабжения, технологического оборудования, отремонтировали внутреннюю отделку, кровлю и фасад, сократили количество мест, но установили более удобные мягкие кресла и увеличили проходы между рядами, сделали на одной стороне пандус, постелили новый ковролин, а также отремонтировали туалеты и протекавшую крышу. На открытии зрители смогли проголосовать за новый логотип кинотеатра.